# اورشنیک
اورشنیک (به بلغاری: Oreshnik) یک منطقهٔ دهکده ای در شهرستان توپولوگراد، در استان هاسکوو، در جنوب بلغارستان است.